# Borcea, Belgrad
Borča (în română Borcea) este o localitate în zona suburbană a orașului Belgrad, comuna Palilula, Banat, Serbia.

## Împrejurimi

#### Zrenjaninski Put
1. ↑  , Republicki geodetski zavod[*] http://web.archive.org/web/20160530172604/http://www.rgz.gov.rs/upload/web/Spisak%20KO-20150521.zip, arhivat din original la 30 mai 2016 Lipsește sau este vid: |title= (ajutor)